# 1995-ös ifjúsági labdarúgó-világbajnokság
Az 1995-ös ifjúsági labdarúgó-világbajnokságot április 13. – április 28. között rendezték Katarban. A mérkőzéseket az ország fővárosának három helyszínén játszották. A tornát az argentin csapat nyerte meg.
Ezen a világbajnokságon a győzelemért már három pontot kaptak a csapatok, a korábbi kettőhöz képest.

## Résztvevők
| Szövetség                                         | Csapatok                                                           |
| ------------------------------------------------- | ------------------------------------------------------------------ |
| AFC (Ázsia)                                       | Japán · Szíria                                                     |
| CAF (Afrika)                                      | Burundi · Kamerun                                                  |
| CONCACAF (Észak és Közép-amerikai, Karibi térség) | Costa Rica · Honduras                                              |
| CONMEBOL (Dél-Amerika)                            | Argentína · Brazília · Chile                                       |
| OFC (Óceánia)                                     | Ausztrália                                                         |
| UEFA (Európa)                                     | Németország · Hollandia · Portugália · Oroszország · Spanyolország |
| Rendező ország                                    | Katar                                                              |

## Játékvezetők
| Afrika - Gamál al-Gandúr - Charles Masembe - Emmanuel Dada Obafemi - Zeli Sinko Ázsia - Abd er-Rahmán ez-Zejd - Okada Maszajosi Dél-Amerika - Javier Castrilli - Marcio Rezende | Észak-, Közép-Amerika és a Karibi-térség - Pascual Rebolledo Cárdenas - Ramón Luis Méndez Vega Európa - Hermann Albrecht - Dermot Gallagher - Nyikolaj Levnyikov - Rune Pedersen - Alain Sars |

## Csoportkör
A csoportok első két helyezettje jutott a negyeddöntőbe, ahonnan egyenes kieséses rendszerben folytatódott a torna.
| Jelmagyarázat                                                            |
| ------------------------------------------------------------------------ |
| A csoportok első két helyezettje bejutott az egyenes kieséses szakaszba. |
| A csoportok harmadik és negyedik helyezettjei kiestek.                   |

### A csoport
| Csapat      | M | Gy | D | V | G+ | G– | Gk | P |
| ----------- | - | -- | - | - | -- | -- | -- | - |
| Brazília    | 3 | 2  | 1 | 0 | 8  | 0  | +8 | 7 |
| Oroszország | 3 | 1  | 2 | 0 | 3  | 1  | +2 | 5 |
| Szíria      | 3 | 1  | 0 | 2 | 1  | 8  | –7 | 3 |
| Katar       | 3 | 0  | 1 | 2 | 1  | 4  | –3 | 1 |

| 1995. április 13. 20:15 |

| Katar        | 1–1               | Oroszország |
| ------------ | ----------------- | ----------- |
| Al Enazi 54' | (0–0) Jegyzőkönyv | Semak 52'   |

| Khalifa Olympic Stadium, Doha Nézőszám: 65 000 Játékvezető: Hermann Albrecht (német) |

| 1995. április 14. 17:15 |

| Szíria | 0–6               | Brazília                                                      |
| ------ | ----------------- | ------------------------------------------------------------- |
|        | (0–2) Jegyzőkönyv | Reinaldo 12' (11-esből) 25' 70' Élder 67' Caio 73' Murilo 85' |

| Khalifa Olympic Stadium, Doha Nézőszám: 40 000 Játékvezető: Alain Sars (francia) |

| 1995. április 16. 17:15 |

| Katar                    | 0–1               | Szíria    |
| ------------------------ | ----------------- | --------- |
| Al Muhazaa 75′ Salem 85′ | (0–0) Jegyzőkönyv | Boshi 52' |

| Khalifa Olympic Stadium, Doha Nézőszám: 60 000 Játékvezető: Dermot Gallagher (angol) |

| 1995. április 17. 17:15 |

| Oroszország        | 0–0         | Brazília          |
| ------------------ | ----------- | ----------------- |
| Solomatin 54′, 76′ | Jegyzőkönyv | Ze Elias 21′, 82′ |

| Khalifa Olympic Stadium, Doha Nézőszám: 5000 Játékvezető: Gamál al-Gandúr (egyiptomi) |

| 1995. április 19. 17:15 |

| Katar                            | 0–2               | Brazília                           |
| -------------------------------- | ----------------- | ---------------------------------- |
| Al Binali 62′, 77′ Al Harami 90′ | (0–0) Jegyzőkönyv | Caio 50' Élder 61' Cesar Belli 74′ |

| Khalifa Olympic Stadium, Doha Nézőszám: 40 000 Játékvezető: Ramón Luis Méndez Vega (costa rica-i) |

| 1995. április 19. 17:15 |

| Oroszország                 | 2–0               | Szíria                |
| --------------------------- | ----------------- | --------------------- |
| Shumashenko 2' Lyssenko 90' | (1–0) Jegyzőkönyv | Hassan Abbas 74′, 80′ |

| Al-Ahly Stadium, Doha Nézőszám: 3000 Játékvezető: Javier Castrilli (argentin) |

### B csoport
| Csapat        | M | Gy | D | V | G+ | G– | Gk | P |
| ------------- | - | -- | - | - | -- | -- | -- | - |
| Spanyolország | 3 | 3  | 0 | 0 | 13 | 5  | +8 | 9 |
| Japán         | 3 | 1  | 1 | 1 | 5  | 4  | +1 | 4 |
| Chile         | 3 | 0  | 2 | 1 | 6  | 9  | –3 | 2 |
| Burundi       | 3 | 0  | 1 | 2 | 2  | 8  | –6 | 1 |

| 1995. április 13. 17:15 |

| Burundi                                   | 1–5               | Spanyolország                                                                     |
| ----------------------------------------- | ----------------- | --------------------------------------------------------------------------------- |
| Ndayishimite 82' Saleh 61′ Ahishakiye 90′ | (0–3) Jegyzőkönyv | Martínez 26' Raúl 36' Roger 40' (11-esből) Etxeberria 72' 86' de la Pena 46′, 87′ |

| Al-Ahly Stadium, Doha Nézőszám: 1000 Játékvezető: Marcio Rezende (brazil) |

| 1995. április 14. 17:15 |

| Chile                       | 2–2               | Japán              |
| --------------------------- | ----------------- | ------------------ |
| Rozental 11' (11-esből) 67' | (1–0) Jegyzőkönyv | Óki 47' Nakata 87' |

| Al-Ahly Stadium, Doha Nézőszám: 2000 Játékvezető: Charles Masembe (ugandai) |

| 1995. április 16. 17:15 |

| Burundi       | 1–1               | Chile        |
| ------------- | ----------------- | ------------ |
| Butunungu 83' | (0–1) Jegyzőkönyv | Rozental 14' |

| Al-Ahly Stadium, Doha Nézőszám: 3000 Játékvezető: Ramón Luis Méndez Vega (costa rica-i) |

| 1995. április 17. 17:15 |

| Spanyolország     | 2–1               | Japán      |
| ----------------- | ----------------- | ---------- |
| Roger 8' Raúl 83' | (1–0) Jegyzőkönyv | Nakata 69' |

| Al-Ahly Stadium, Doha Nézőszám: 4000 Játékvezető: Zeli Sinko (elefántcsontparti) |

| 1995. április 19. 19:45 |

| Burundi | 0–2               | Japán                               |
| ------- | ----------------- | ----------------------------------- |
|         | (0–2) Jegyzőkönyv | Jaszunaga 10' Jamada 17' (11-esből) |

| Khalifa Olympic Stadium, Doha Nézőszám: 4000 Játékvezető: Gamál al-Gandúr (egyiptomi) |

| 1995. április 19. 19:45 |

| Spanyolország                                                                | 6–3               | Chile                                              |
| ---------------------------------------------------------------------------- | ----------------- | -------------------------------------------------- |
| Etxeberria 9' 13' Ochoa 20' 61' Míchel Salgado 47' De la Peña 80' (11-esből) | (3–0) Jegyzőkönyv | Rozental 52' Poli 77' Lobos 83' Fernandez 29′, 40′ |

| Al-Ahly Stadium, Doha Nézőszám: 3000 Játékvezető: Pascual Rebolledo Cárdenas (mexikói) |

### C csoport
| Csapat     | M | Gy | D | V | G+ | G– | Gk | P |
| ---------- | - | -- | - | - | -- | -- | -- | - |
| Portugália | 3 | 3  | 0 | 0 | 7  | 2  | +5 | 9 |
| Argentína  | 3 | 2  | 0 | 1 | 5  | 3  | +2 | 6 |
| Hollandia  | 3 | 1  | 0 | 2 | 7  | 5  | +2 | 3 |
| Honduras   | 3 | 0  | 0 | 3 | 5  | 14 | –9 | 0 |

| 1995. április 13. 17:15 |

| Hollandia             | 0–1               | Argentína   |
| --------------------- | ----------------- | ----------- |
| Schoenmakers 25′, 73′ | (0–0) Jegyzőkönyv | Garrone 90' |

| Qatar SC Stadium, Doha Nézőszám: 2000 Játékvezető: Pascual Rebolledo Cárdenas (mexikói) |

| 1995. április 14. 19:45 |

| Honduras                          | 2–3               | Portugália                                   |
| --------------------------------- | ----------------- | -------------------------------------------- |
| Guevara 26' Cabrera 34' Ulloa 29′ | (2–1) Jegyzőkönyv | Nuno Gomes 18' 66' Dani 53' Carlos Felipe 2′ |

| Khalifa Olympic Stadium, Doha Nézőszám: 10 000 Játékvezető: Emmanuel Dada Obafemi (nigériai) |

| 1995. április 16. 19:45 |

| Hollandia                                                    | 7–1               | Honduras                                                                         |
| ------------------------------------------------------------ | ----------------- | -------------------------------------------------------------------------------- |
| Wooter 3' 44' Witzenhausen 10' 24' 77' Gehring 67' Bouma 78' | (4–0) Jegyzőkönyv | Oseguera 48' (11-esből) Bailey 19′ Cabrera 44′ Rodriguez 42′, 70′ Lagos 25′, 76′ |

| Khalifa Olympic Stadium, Doha Nézőszám: 20 000 Játékvezető: Okada Maszajosi (japán) |

| 1995. április 17. 19:45 |

| Argentína | 0–1               | Portugália |
| --------- | ----------------- | ---------- |
|           | (0–0) Jegyzőkönyv | Dani 71'   |

| Khalifa Olympic Stadium, Doha Nézőszám: 8000 Játékvezető: Rune Pedersen (norvég) |

| 1995. április 20. 17:15 |

| Hollandia | 0–3               | Portugália                                |
| --------- | ----------------- | ----------------------------------------- |
|           | (0–1) Jegyzőkönyv | Beto 9' (11-esből) Dani 47' Agostinho 70' |

| Khalifa Olympic Stadium, Doha Nézőszám: 4000 Játékvezető: Hermann Albrecht (német) |

| 1995. április 20. 17:15 |

| Argentína                   | 4–2               | Honduras               |
| --------------------------- | ----------------- | ---------------------- |
| Ibagaza 6' Pena 39' 42' 72' | (3–0) Jegyzőkönyv | Guevara 48' Medina 60' |

| Al-Ahly Stadium, Doha Nézőszám: 3000 Játékvezető: Nyikolaj Levnyikov (orosz) |

### D csoport
| Csapat      | M | Gy | D | V | G+ | G– | Gk | P |
| ----------- | - | -- | - | - | -- | -- | -- | - |
| Kamerun     | 3 | 2  | 1 | 0 | 7  | 4  | +3 | 7 |
| Ausztrália  | 3 | 1  | 1 | 1 | 5  | 4  | +1 | 4 |
| Costa Rica  | 3 | 1  | 0 | 2 | 3  | 6  | –3 | 3 |
| Németország | 3 | 0  | 2 | 1 | 3  | 4  | –1 | 2 |

| 1995. április 13. 19:45 |

| Ausztrália                     | 2–0               | Costa Rica               |
| ------------------------------ | ----------------- | ------------------------ |
| Viduka 51' Enes 74' (11-esből) | (0–0) Jegyzőkönyv | Torres Gonzalez 42′, 68′ |

| Al-Ahly Stadium, Doha Nézőszám: 1000 Játékvezető: Abd er-Rahmán ez-Zejd (Szaúd-arábiai) |

| 1995. április 14. 19:45 |

| Kamerun  | 1–1               | Németország                      |
| -------- | ----------------- | -------------------------------- |
| Simo 90' | (0–1) Jegyzőkönyv | Hinz 9' (11-esből) Rath 35′, 64′ |

| Al-Ahly Stadium, Doha Nézőszám: 1000 Játékvezető: Javier Castrilli (argentin) |

| 1995. április 16. 19:45 |

| Ausztrália     | 2–3               | Kamerun                                  |
| -------------- | ----------------- | ---------------------------------------- |
| Viduka 11' 72' | (1–0) Jegyzőkönyv | Ntamag 52' 90' Ndiefi 67' Ngaha 50′, 87′ |

| Al-Ahly Stadium, Doha Nézőszám: 5000 Játékvezető: Nyikolaj Levnyikov (orosz) |

| 1995. április 17. 19:45 |

| Costa Rica                                          | 2–1               | Németország           |
| --------------------------------------------------- | ----------------- | --------------------- |
| Bennette 42' (11-esből) Soto 52' Baltodano 38′, 64′ | (1–0) Jegyzőkönyv | Walle 90' Fischer 45′ |

| Al-Ahly Stadium, Doha Nézőszám: 5000 Játékvezető: Alain Sars (francia) |

| 1995. április 20. 19:45 |

| Ausztrália | 1–1               | Németország |
| ---------- | ----------------- | ----------- |
| Viduka 54' | (0–1) Jegyzőkönyv | Rath 23'    |

| Khalifa Olympic Stadium, Doha Nézőszám: 4000 Játékvezető: Marcio Rezende (brazil) |

| 1995. április 20. 19:45 |

| Costa Rica   | 1–3               | Kamerun                 |
| ------------ | ----------------- | ----------------------- |
| Bennette 30' | (1–2) Jegyzőkönyv | Ndiefi 26' Essa 36' 75' |

| Al-Ahly Stadium, Doha Nézőszám: 6000 Játékvezető: Dermot Gallagher (angol) |

## Egyenes kieséses szakasz
|  |                    |               |                    |                    |   |               |                    |                    |                    |                    |               |       |       |
|  | Negyeddöntők       | Negyeddöntők  | Negyeddöntők       |                    |   | Elődöntők     | Elődöntők          | Elődöntők          |                    |                    | Döntő         | Döntő | Döntő |
|  | Negyeddöntők       | Negyeddöntők  | Negyeddöntők       |                    |   | Elődöntők     | Elődöntők          | Elődöntők          |                    |                    | Döntő         | Döntő | Döntő |
|  | április 23. – Doha |               |                    |                    |   |               |                    |                    |                    |                    |               |       |       |
|  |                    |               |                    |                    |   |               |                    |                    |                    |                    |               |       |       |
|  | A1                 | Brazília      | 2                  |                    |   |               |                    |                    |                    |                    |               |       |       |
|  | A1                 | Brazília      | 2                  | április 25. – Doha |   |               |                    |                    |                    |                    |               |       |       |
|  | B2                 | Japán         | 1                  |                    |   |               |                    |                    |                    |                    |               |       |       |
|  | B2                 | Japán         | 1                  |                    |   | Brazília      | Brazília           | 1                  |                    |                    |               |       |       |
|  | április 23. – Doha |               |                    |                    |   | Brazília      | Brazília           | 1                  |                    |                    |               |       |       |
|  |                    |               | Portugália         | Portugália         | 0 |               |                    |                    |                    |                    |               |       |       |
|  | C1                 | Portugália    | Portugália         | Portugália         | 0 | 2             |                    |                    |                    |                    |               |       |       |
|  | C1                 | Portugália    |                    |                    |   | 2             | április 28. – Doha |                    |                    |                    |               |       |       |
|  | D2                 | Ausztrália    | 1                  |                    |   |               |                    |                    |                    |                    |               |       |       |
|  | D2                 | Ausztrália    | 1                  |                    |   | Brazília      | Brazília           | 0                  |                    |                    |               |       |       |
|  | április 23. – Doha |               |                    |                    |   | Brazília      | Brazília           | 0                  |                    |                    |               |       |       |
|  |                    |               | Argentína          | Argentína          | 2 |               |                    |                    |                    |                    |               |       |       |
|  | B1                 | Spanyolország | Argentína          | Argentína          | 2 | 4             |                    |                    |                    |                    |               |       |       |
|  | B1                 | Spanyolország | április 25. – Doha |                    |   | 4             |                    |                    |                    |                    |               |       |       |
|  | A2                 | Oroszország   | 1                  |                    |   |               |                    |                    |                    |                    |               |       |       |
|  | A2                 | Oroszország   | 1                  |                    |   | Spanyolország | Spanyolország      | 0                  | Bronzmérkőzés      | Bronzmérkőzés      | Bronzmérkőzés |       |       |
|  | április 23. – Doha |               |                    |                    |   | Spanyolország | Spanyolország      | 0                  | Bronzmérkőzés      | Bronzmérkőzés      | Bronzmérkőzés |       |       |
|  |                    |               | Argentína          | Argentína          | 3 |               |                    | április 28. – Doha | április 28. – Doha | április 28. – Doha |               |       |       |
|  | D1                 | Kamerun       | Argentína          | Argentína          | 3 | 0             |                    | április 28. – Doha | április 28. – Doha | április 28. – Doha |               |       |       |
|  | D1                 | Kamerun       |                    |                    |   |               |                    | Portugália         | Portugália         | 3                  |               |       |       |
|  | C2                 | Argentína     | 2                  |                    |   |               |                    | Portugália         | Portugália         | 3                  |               |       |       |
|  | C2                 | Argentína     | 2                  |                    |   | Spanyolország | Spanyolország      | 2                  |                    |                    |               |       |       |
|  |                    |               |                    |                    |   | Spanyolország | Spanyolország      | 2                  |                    |                    |               |       |       |

### Negyeddöntők
| 1995. április 23. 17:15 |

| Brazília     | 2–1               | Japán   |
| ------------ | ----------------- | ------- |
| Caio 26' 40' | (2–1) Jegyzőkönyv | Oku 15' |

| Khalifa Olympic Stadium, Doha Nézőszám: 5000 Játékvezető: Hermann Albrecht (német) |

| 1995. április 23. 17:15 |

| Spanyolország                  | 4–1               | Oroszország          |
| ------------------------------ | ----------------- | -------------------- |
| Raúl 3' Etxeberria 13' 21' 62' | (3–0) Jegyzőkönyv | Lipko 65' (11-esből) |

| Al-Ahly Stadium, Doha Nézőszám: 4000 Játékvezető: Gamál al-Gandúr (egyiptomi) |

| 1995. április 23. 20:15 |

| Portugália         | 2–1                         | Ausztrália                |
| ------------------ | --------------------------- | ------------------------- |
| Agostinho 66' 100' | (0–0, 1–1, 2–1) Jegyzőkönyv | Carlos Felipe 72' (öngól) |

| Khalifa Olympic Stadium, Doha Nézőszám: 5000 Játékvezető: Rune Pedersen (norvég) |

| 1995. április 23. 20:15 |

| Kamerun | 0–2               | Argentína                |
| ------- | ----------------- | ------------------------ |
|         | (0–1) Jegyzőkönyv | Guerrero 37' Coyette 49' |

| Al-Ahly Stadium, Doha Nézőszám: 7000 Játékvezető: Alain Sars (francia) |

### Elődöntők
| 1995. április 25. 17:15 |

| Brazília | 1–0               | Portugália                          |
| -------- | ----------------- | ----------------------------------- |
| Caio 90' | (0–0) Jegyzőkönyv | Alfredo Boia 26′, 88′ Beto 39′, 89′ |

| Khalifa Olympic Stadium, Doha Nézőszám: 10 000 Játékvezető: Pascual Rebolledo Cárdenas (mexikói) |

| 1995. április 25. 20:15 |

| Spanyolország      | 0–3               | Argentína                            |
| ------------------ | ----------------- | ------------------------------------ |
| Velamazan 39′, 55′ | (0–1) Jegyzőkönyv | Biagini 21' Coyette 54' Chaparro 81' |

| Khalifa Olympic Stadium, Doha Nézőszám: 10 000 Játékvezető: Hermann Albrecht (német) |

### Bronzmérkőzés
| 1995. április 28. 14:45 |

| Portugália                  | 3–2               | Spanyolország                     |
| --------------------------- | ----------------- | --------------------------------- |
| Nuno Gomes 68' 82' Dani 73' | (0–2) Jegyzőkönyv | Míchel Salgado 25' De la Peña 38' |

| Khalifa Olympic Stadium, Doha Nézőszám: 50 000 Játékvezető: Abd er-Rahmán ez-Zejd (Szaúd-arábiai) |

### Döntő
| 1995. április 28. 17:15 |

| Brazília             | 0–2               | Argentína                |
| -------------------- | ----------------- | ------------------------ |
| Cesar Belli 55′, 78′ | (0–1) Jegyzőkönyv | Biagini 25' Guerrero 89' |

| Khalifa Olympic Stadium, Doha Nézőszám: 65 000 Játékvezető: Dermot Gallagher (angol) |

## Díjak
| Az 1995-ös ifjúsági labdarúgó-világbajnokság győztese |
| ----------------------------------------------------- |
| · Argentína · 2. cím                                  |

| 2. helyezett | 3. helyezett | 4. helyezett  |
| ------------ | ------------ | ------------- |
| Brazília     | Portugália   | Spanyolország |

| Golden Shoe       | Golden Ball | FIFA Fair Play Díj |
| ----------------- | ----------- | ------------------ |
| Joseba Etxeberria | Caio        | Japán              |

## Gólszerzők
| 7 gólos - Joseba Etxeberria 5 gólos - Caio 4 gólos - Mark Viduka - Sebastián Rozental - Dani - Nuno Gomes 3 gólos - Sebastián Pena - Reinaldo - Mendel Witzenhausen - Agostinho - Raúl 2 gólos - Leonardo Biagini - Walter Coyette - Francisco Guerrero - Élder - Jewison Bennette - Nordin Wooter | 2 gólos (folytatás) - Amado Guevara - Nakata Hidetosi - Basile Essa - Macdonald Ndiefi - Valery Ntamag - Míchel Salgado - Raúl Ochoa - Iván de la Peña - Roger 1 gólos - Raúl Chaparro - Andrés Garrone - Ariel Ibagaza - Robert Enes - Murilo - Blaise Butunungu - Fredy Ndayishimite - Frank Lobos - Dante Poli - Jafet Soto - Wilfred Bouma - Rob Gehring | 1 gólos (folytatás) - Orvin Cabrera - Edwin Medina - Luis Oseguera - Óki Szuszumu - Oku Daiszuke - Jamada Nobuhisza - Jaszunaga Szótaró - Augustine Simo - Mohamed Al Enazi - Carsten Hinz - Marcel Rath - Jan Walle - Alexandr Lipko - Sergei Semak - Evgeni Shumashenko - Sergei Lyssenko - Beto - Martínez - Nihad Boshi 1 öngólos - Carlos Felipe ( Ausztrália ellen) |

## Végeredmény
Az első négy helyezett utáni sorrend nem tekinthető hivatalosnak, mivel ezekért a helyekért nem játszottak mérkőzéseket. Ezért e helyezések meghatározásához az alábbiak lettek figyelembe véve:
1. több szerzett pont (a 11-esekkel eldöntött találkozók a hosszabbítást követő eredménnyel, döntetlenként vannak feltüntetve)
2. jobb gólkülönbség
3. több szerzett gól

A hazai csapat eltérő háttérszínnel kiemelve.
| Helyezés | Nemzet        | M | Gy | D | V | G+ | G– | Gk | P  |
| -------- | ------------- | - | -- | - | - | -- | -- | -- | -- |
| Arany    | Argentína     | 6 | 5  | 0 | 1 | 12 | 3  | +9 | 15 |
| Ezüst    | Brazília      | 6 | 4  | 1 | 1 | 11 | 3  | +8 | 13 |
| Bronz    | Portugália    | 6 | 5  | 0 | 1 | 12 | 6  | +6 | 15 |
| 4.       | Spanyolország | 6 | 4  | 0 | 2 | 19 | 12 | +7 | 12 |
|          |               |   |    |   |   |    |    |    |    |
| 5.       | Kamerun       | 4 | 2  | 1 | 1 | 7  | 6  | +1 | 7  |
| 6.       | Oroszország   | 4 | 1  | 2 | 1 | 4  | 5  | –1 | 5  |
| 7.       | Ausztrália    | 4 | 1  | 1 | 2 | 6  | 6  | 0  | 4  |
| =        | Japán         | 4 | 1  | 1 | 2 | 6  | 6  | 0  | 4  |
|          |               |   |    |   |   |    |    |    |    |
| 9.       | Hollandia     | 3 | 1  | 0 | 2 | 7  | 5  | +2 | 3  |
| 10.      | Costa Rica    | 3 | 1  | 0 | 2 | 3  | 6  | –3 | 3  |
| 11.      | Szíria        | 3 | 1  | 0 | 2 | 1  | 8  | –7 | 3  |
| 12.      | Németország   | 3 | 0  | 2 | 1 | 3  | 4  | –1 | 2  |
| 13.      | Chile         | 3 | 0  | 2 | 1 | 6  | 9  | –3 | 2  |
| 14.      | Katar         | 3 | 0  | 1 | 2 | 1  | 4  | –3 | 1  |
| 15.      | Burundi       | 3 | 0  | 1 | 2 | 2  | 8  | –6 | 1  |
| 16.      | Honduras      | 3 | 0  | 0 | 3 | 5  | 14 | –9 | 0  |